# Les Harrison
Pour les articles homonymes, voir Harrison.
Lester "Les" Harrison, né le 20 août 1904, à Rochester, dans l'État de New York et mort le 23 décembre 1997, est un joueur, entraîneur de basket-ball américain et un propriétaire d'équipe. Il est membre du Basketball Hall of Fame.

## Biographie
Après son diplôme au East High School à Rochester, New York, en 1923, Harrison commença à jouer, entrainer, en tant que semi-professionnel, travaillant pour les Rochester Seagrams et plus tard les Rochester Ebers.
En 1945, avec son frère Joseph (Jack), Harrison fonda sa propre équipe semi-professionnelle, les Rochester Pros; en 1946, la franchise changea de nom en Royals et commença à jouer en National Basketball League (NBL). Harrison entraina son équipe durant trois ans en NBL, menant les Royals à trois Finales NBL consécutives (en en remportant une, face aux Sheboygan Redskins en 1946) et signant un bilan de 99 victoires et 43 défaites. En 1946, Harrison, en tant que propriétaire d'équipe, signa le joueur de l'Université de Long Island, Dolly King; King devint le premier afro-américain à jouer dans la ligue depuis 1943 et le premier à avoir un véritable temps de jeu.
Après la saison 1947-1948, Harrison déménagea son équipe en Basketball Association of America (BAA), et, après que son équipe eut passé une année en BAA, siégea au comité qui présida la fusion entre BAA et NBL pour devenir la National Basketball Association. Harrison entraina les Royals lors de la saison 1954-1955 et se retira après avoir mené son équipe à cinq titres de division NBA et au titre de champion NBA en 1951. Il resta propriétaire des Royals pour trois années supplémentaires, redéménageant son équipe à Cincinnati, Ohio (l'équipe existait alors à Sacramento, Californie, en tant que Sacramento Kings), jusqu'à la saison 1957 et vendant l'équipe en 1958.
En tant que membre du conseil d'administration de la NBL, de la BAA et de la NBA, participant à la fusion entre NBL et BAA, ayant été à l'origine de l'introduction de l'horloge des 24 secondes, Harrison fut intronisé au Basketball Hall of Fame en 1980; en 1990, il fut intronisé au International Jewish Sports Hall of Fame.